# Bromid fosforečný
Bromid fosforečný je anorganická sloučenina se vzorcem PBr5, jeden z bromidů fosforu. Za běžných podmínek se jedná o reaktivní žlutou pevnou látku. V tuhé fázi má strukturu PBr4+ Br−, v plynné fázi je však úplně disociován na PBr3 a Br2. Rychlé ochlazení této fáze na 15 K vede k vytvoření iontů [PBr4]+[Br3]−.
Bromid fosforečný lze používat v organické chemii pro převod karboxylových kyselin na acylbromidy. Je silně žíravý a je potřeba s ním zacházet opatrně. Při teplotách nad 100 °C se rozkládá na bromid fosforitý a brom:
PBr5 → PBr3 + Br2
Obrácení této rovnováhy pro vytvoření PBr5 adicí Br2 na PBr3 je v praxi obtížné, protože výsledný produkt je náchylný na další adici (vzniká tribromid tetrabromofosfonia PBr7).